# Зарзас
Зарзас (др.-греч. Ζάρξας) — вождь ливийцев в ходе Ливийской войны 240—238 годов до н. э.

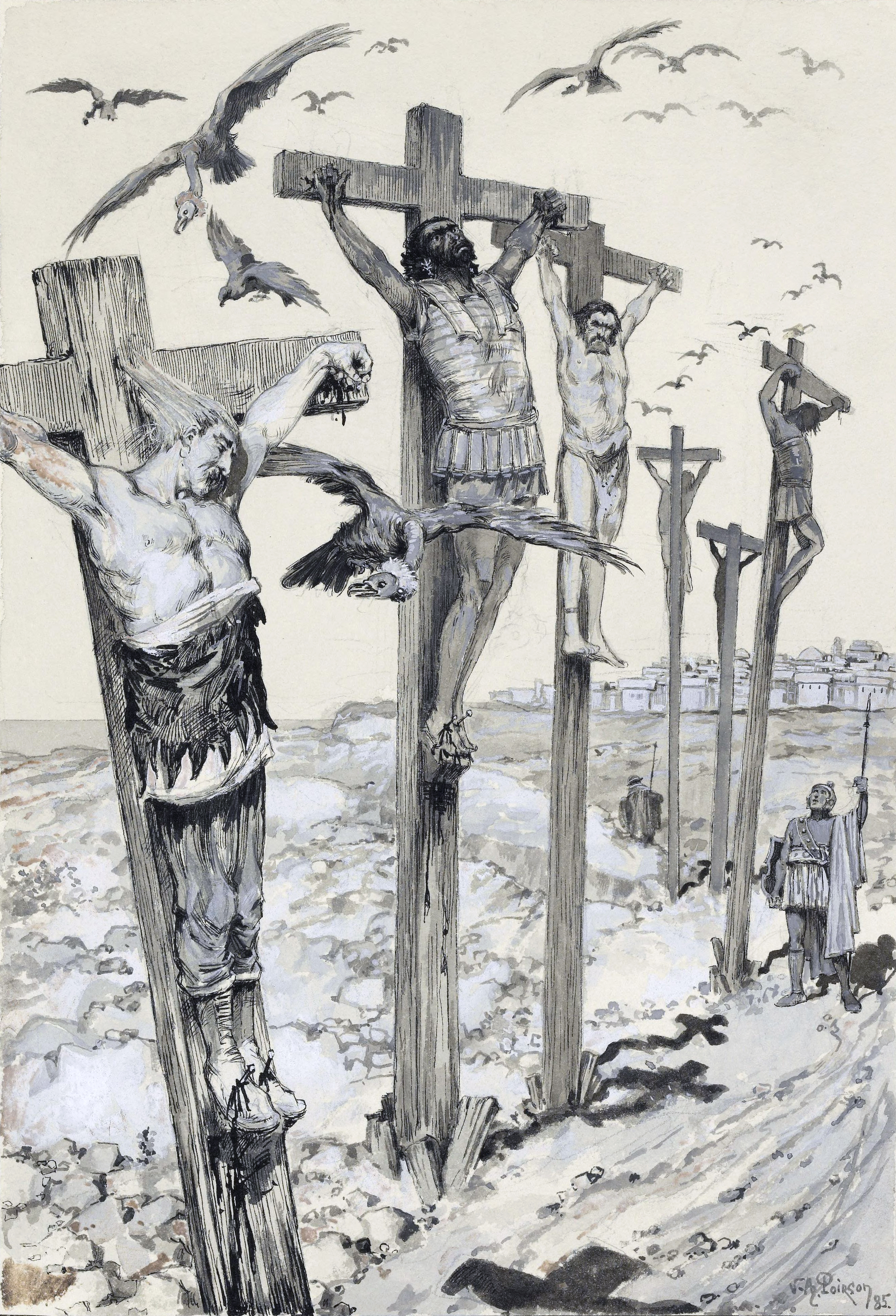
Казнь предводителей мятежников на крестах. Иллюстрация к «Саламбо» Г. Флобера (издание 1890 года)

## Биография
Согласно Полибию, по происхождению Зарзас был ливийцем. Он присоединился со своим отрядом к наёмникам, выступившим против Карфагена, значительно ослабленного в результате поражения в Первой Пунической войне.
В 238 году до н. э. Гамилькар смог заманить основные силы мятежников в ловушку в горном ущелье. Современные исследователи предпринимают неоднократные попытки идентифицировать это место по признакам, указанным в античной историографии. Было, в частности, высказано предположение о том, что речь идёт о горных хребтах, расположенных неподалеку от залива Хаммамет. Начавшие терпеть большие лишения в результате голода и жажды восставшие направили своих лидеров: Зарзаса, италика Спендия и галла Автарита для ведения переговоров. Гамилькар предложил выдать десять заложников по его выбору. После того, как вожди мятежников были вынуждены согласиться на эти условия, Гамилькар отдал приказ арестовать их самих. Зарзас и его товарищи были позднее распяты у стен Тунета, в котором находился со своим войском Матос.